# Weißschwanzgnu
Das Weißschwanzgnu (Connochaetes gnou) ist eine afrikanische Antilope aus der Gattung der Gnus. Es kommt ausschließlich im südlichen Afrika vor und ist damit die Gnu-Art, die am weitesten im Süden des afrikanischen Kontinents vorkommt. 
Das Weißschwanzgnu war einst sehr zahlreich, aber bereits zum Ende des 19. Jahrhunderts waren die Bestände drastisch zurückgegangen. Farmer begannen die verbliebenen wenigen Weißschwanzgnus auf ihrem Land zu schützen. Im Jahr 1971 lebten wieder 3.100 Individuen in Naturschutzgebieten und auf Privatgelände. Zu Beginn des 21. Jahrhunderts betrug die Zahl wieder mehr als 20.000 Individuen.

## Erscheinungsbild
Mit einer Schulterhöhe von bis zu 114 Zentimeter ist das Weißschwanzgnu deutlich kleiner als das Streifengnu. Es erreicht ein Gewicht von bis zu 160 Kilogramm. Die Hörner werden bis zu 67 Zentimeter lang.
Das Weißschwanzgnu trägt einen weißlichen „Pferdeschwanz“ und hat eine schwarze Fellfärbung. Das Gesicht ist mit borstenartigen abstehenden Büscheln bedeckt, auch am Hals und zwischen den Vorderläufen wachsen lange Haare. Vom Nacken bis zu den Schultern steht eine weiße Mähne mit schwarzen Spitzen. Beide Geschlechter tragen hakig nach oben und nach vorn gebogene Hörner, die sich beim Männchen am Ansatz zu einer Art „Helm“ verdicken.

## Lebensweise

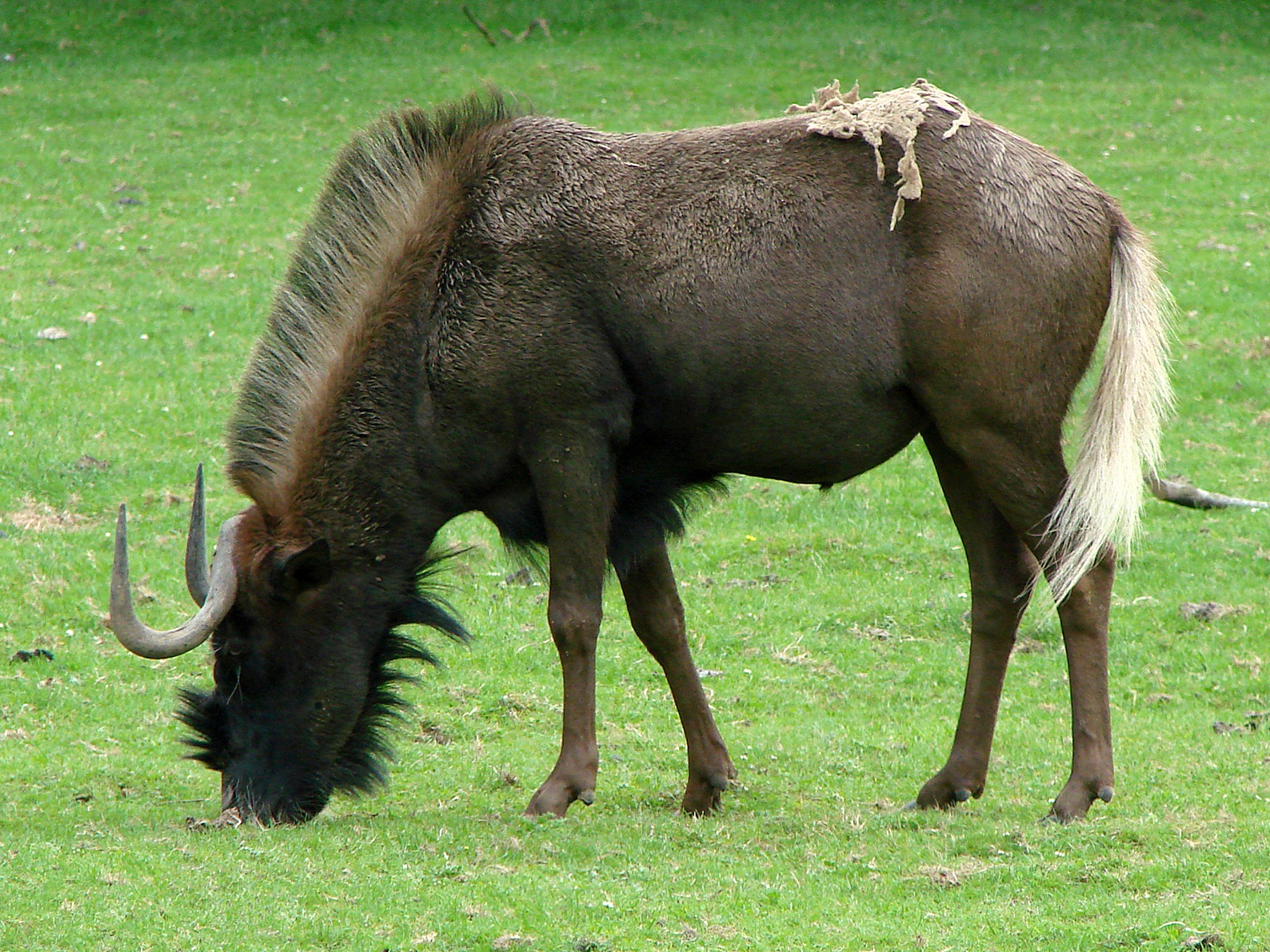
Weidendes Weißschwanzgnu

Verbreitungsgebiet des Weißschwanzgnus

Weißschwanzgnus sind Grasfresser, die gelegentlich auch Laub fressen. Der Lebensraum ist die offene Savanne. 
Auf Grund des bereits im 19. Jahrhundert einsetzenden starken Bestandsrückgangs zählt das Weißschwanzgnu zu den Arten, deren Lebensweise nie unter vollständig natürlichen Lebensbedingungen untersucht wurde. Bekannt ist lediglich, dass sie in ihrem natürlichen Verbreitungsgebiet, dem klimatisch gemäßigten südafrikanischen Highveld in großen Herdenverbänden wanderten. Der heutige Bestand wandert dagegen nicht mehr. Territoriale Männchen besetzen Reviere, nicht-territoriale Männchen leben in Herden, werden aber von den territorialen Männchen von den Kühen ferngehalten. Die Kühe ziehen mit den Kälbern herdenweise durch die Reviere der Bullen. In Regionen mit einem geringen Bestand an Weißschwanzgnus beträgt der Abstand der Bullen etwa einen Kilometer voneinander. Der minimale Revierabstand in Regionen mit einem hohen Bestand an Weißschwanzgnus beträgt dagegen etwa 180 Meter.
Die geselligen Tiere sind tagaktiv, allerdings ruhen sie in der Mittagshitze. Die meisten Kälber werden im Sommer geboren. Früher konnten riesige Herden beobachtet werden, wobei sich das inzwischen ausgerottete Quagga zu den Gnus gesellte.

## Einzelbelege
1. 1 2 3 4   Estes: The Gnu's World. S. 78.
2. ↑   Spinage, S. 185